# Publio Petronio Turpiliano
Publio Petronio Turpiliano (en latín Publius Petronius Turpilianus) (c. 18-68) fue un senador romano que desarrolló su carrera político-militar bajo los imperios de Claudio y Nerón. 

## Familia
Petronio era hijo, puede que adoptado, de Publio Petronio y Plaucia, hermana de Aulo Plaucio, conquistador y primer gobernador de Britania.

## Carrera

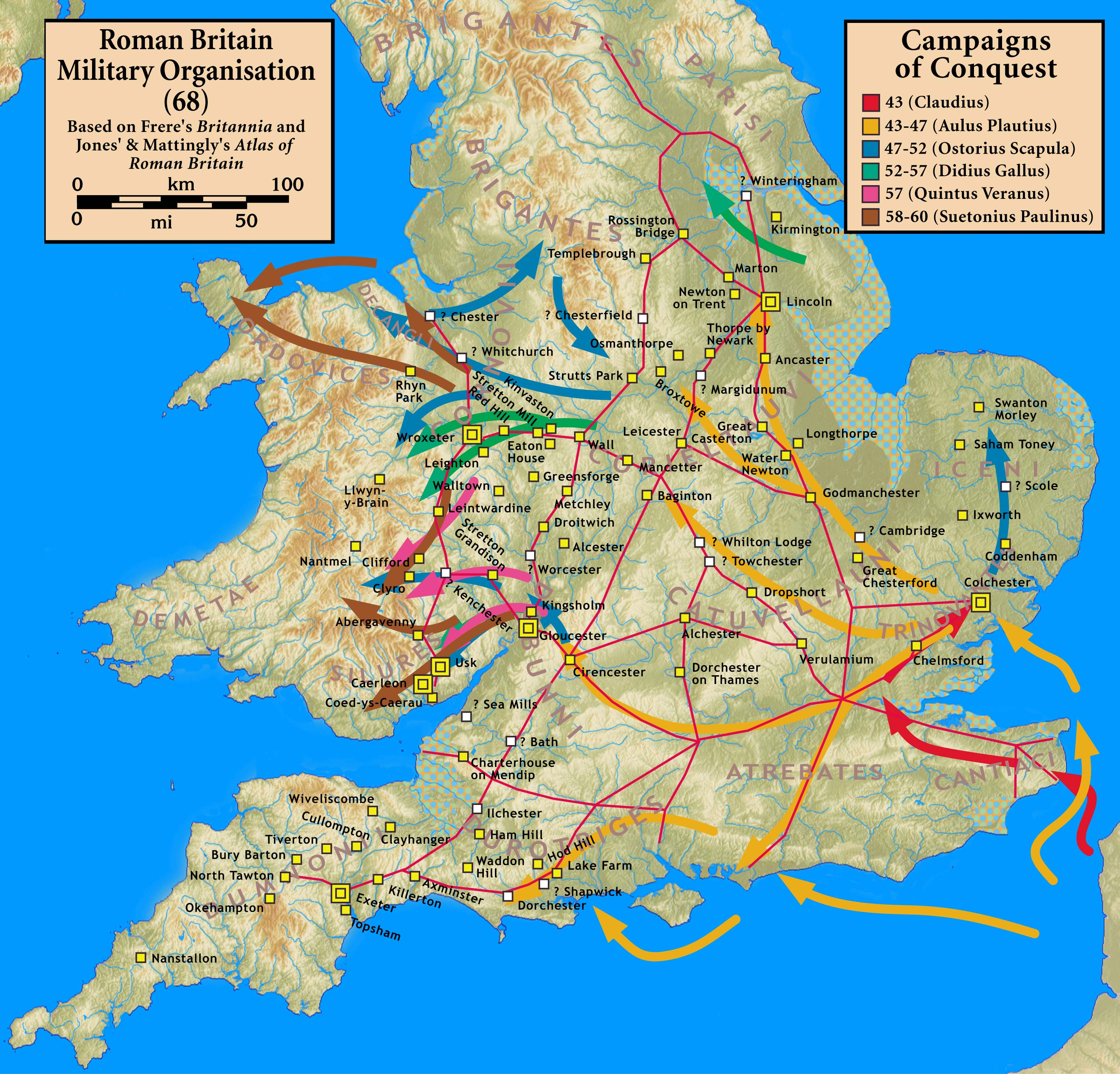
La conquista de la provincia romana de Britania entre 41 y 68.

Fue cónsul ordinario en 61, pero durante el segundo semestre en el cargo fue nombrado gobernador de Britania, en sustitución de Cayo Suetonio Paulino, que había sido reemplazado a raíz de la rebelión de la Reina Boudica, que, aunque la había aplastado con brillantez en la Batalla de Watling Street, había puesto en marchas duras medidas represivas. En contraste con esas medidas punitivas de su antecesor, Petronio optó por dar al conflicto un enfoque conciliador, aunque se realizaron algunas operaciones militares. 
En 63 fue sustituido por Marco Trebelio Máximo y, de vuelta a Roma, fue nombrado curator aquarum o superintendente de los acueductos que abastecían de agua potable a la ciudad de Roma.
En 65 fue recompensado con los ornamenta triumphalia al parecer por su lealtad al emperador Nerón. Por ello, cuando en 68 se produjeron el pronunciamiento de Galba en la Tarraconense contra Nerón, este emperador lo eligió para dirigir las tropas que debían interceptar a las de Galba, ya proclamado emperador, pero Turpiliano abandonó a Nerón y se pronunció por Galba.
Tras el suicidio de Nerón en junio de 68, Galba, desconfiando de Turpiliano, ordenó su ejecución.